# 害虫女子コスモポリタン
『害虫女子コスモポリタン』（がいちゅうじょしコスモポリタン）は、小谷真倫による日本の漫画作品。講談社の『イブニング』にて、2009年15号から2011年16号まで不定期に連載された。
ゴキブリをはじめ、身近な昆虫や虫類の生態をネタにした一話完結のショートギャグ漫画。ただし登場する虫はほぼ全て美女もしくは美少女（美形）の姿に擬人化されている。

## 登場キャラクター

### 昆虫類
ゴキブリ
クロゴキブリ。黒髪にゴスロリふう衣装の美女の姿で描かれている主人公。三億年間進化していないパーフェクト・ボディーとしぶといまでの生命力は、彼女にとってプライドでもありコンプレックスでもある。その美貌と生命力は多くの虫たちに慕われるが、時々棘があったり嫌味だったりもする。単為生殖により処女でも妊娠・出産する（ただしメスしか生まれず孵化率も低い）。子供は茶色い。
アシダカグモ
ゴキブリに比べかなり大きめの姿で描かれている。ゴキブリが大好き（食物的な意味で）。ゴキブリを駆除する益虫とされるが、その不気味さからゴキブリ以上に彼女を嫌うニンゲンも多い。小兼の職場では飼育しているゴキブリを食い荒らすため純粋に害虫扱いだが、害虫大好きな小兼でさえ彼女を不快害虫として怖がっている気がある。
シマ蚊
縞々の服を着た少女の姿で描かれている。食べ物は植物の密と動物（本命は鳥類だがニンゲンもOK）の血で、密と血は体内で別の器官に送られる文字どおりの別腹。血にありつくと性格もスイーツ系からブラッド系に変わる。一話完結が原則の本作において比較的登場頻度が高い。
セミ
本作の虫としては珍しく男性がメインキャラ。害虫ではないので殺虫剤をかけられる感覚は親戚から聞いたことがある程度。大人になってからわずか７日の寿命を嘆き男泣きする（ついでに失禁もする）が、セミの世界では泣くほどモテるという事情もある。
ヒメカツオブシムシ
卓也が昔買った勝負服に生息。卓也が服の処分に困っていたところを小兼に見つかり、服ともども小兼が譲り受けることになる。
イエダニ
小さな女の子の姿で描かれる。昆虫とは別種で（アシダカも別種）、腰や首のクビレが無い。人間の赤子の肌や女性の乳房が好きだが、一番の好物はネズミ。食べ物を見つけるとそれまでのかわいい姿から一変、牙を剥いた凶悪な姿になって飛びつく。
シラミ
小兼が自分の体をルームシェアさせている。頭大好きなアタマジラミ、服大好きなコロモジラミ、陰毛大好きなケジラミがいるが、彼女らは人間の血でしか育つことができず、人間が絶滅すると彼女らも絶滅してしまう。
タバコシバンムシ
小さな少女の姿で描かれる。普通の虫が苦手（ただしゴキブリは好き）なタバコを好むが、更にゴキブリでも即死するトリカブトも好きで、麻薬のフルコースは大好物。逆に普通の食べ物は苦手だが水無しでも生きていける。そのあまりの非凡さの前に、生物最強を自認するゴキブリのプライドはもろくも崩れ去る。
ハエ
複眼メガネの女性。本作に登場するのは「Satori（悟り）」という変異体を持つハエで、異性に求愛しないため自分には煩悩は無いと言うが、実際には同性に求愛しておりゴキブリを追い回す。
アブラムシ
独特な髪型の少女の姿で描かれる。植物を見つけると満腹になっても飲み続け、聖水をたれ流して作物に肉体的・精神的暴力を加える。聖水はアリなど他の虫たちの好物にもなっておりスカトロ産業が成立している。
アリ
黒い服の少女の姿で描かれる。アブラムシから聖水をもらう代わりに番兵をしている。アブラムシの尻からダイレクトに聖水をもらうプレイを楽しんでおり、彼女らをそっち系と疑うゴキブリをプレイに誘う。
カイガラムシ
貝殻に入った女性の姿で描かれる。足が退化して動けない身を不憫に思い「私は貝になりたい」とつぶやくが、当の彼女が既に誰よりも貝である。人間の都合で害虫としても益虫としても扱われてしまう我が身を嘆き自殺を望むが、動けないので無理である。
カブトムシ（♀）
人気者の男子と違い、交尾を強いられ子供を作るためだけに飼われている女子。外の世界に憧れ、ゴキブリによって虫カゴから連れ出される。ゴキブリに「デブ」と言われただけで傷つき、シマ蚊から「でっかいカナブン」と言われただけで致命傷を負うなど非常に弱い。
ムカデ
ゴキブリの天敵の肉食系女子。
ヤスデ
草食系女子。自身をムカデと比べてやたらプラスイメージで語る。ちゃっかりとキツいことを言ったり、青酸カリ入りの体液を出したりと、ある意味ムカデよりタチが悪い。
ハナアブ
ガラの悪い女子。ゴキブリの天敵のハチにそっくりだが実はコスプレで、正体はハチでもアブでもなくハエの仲間。幼虫の頃はナメクジのコスをし腐った水に住んでいたが、それは消したい過去である。
ツチハンミョウ
触っただけで危険な女子。劇薬「斑猫の粉」は彼女の体液「カンタリジン」から作られるが、この成分は育毛にも効果があり、セクハラオヤジの美意識に貢献してしまっている。
コガネグモ
派手目の女子の姿で描かれる。小兼の実験で卓也のコーヒーの中に入れられる。
テントウムシ
背中の水玉模様が人間から人気の女子。優しそうなイメージとは裏腹に、仲間にはアブラムシやカイガラムシを食い殺す者や菌を貪り食う者（いずれも益虫）もいるが、本作に登場するのはナス科の植物を好んで食べる草食系（害虫）。
カゲロウ
マスクをしたセーラー服の女子の姿で描かれる。羽化しても亜成虫のまま一生を終えるため成虫になれず、さらに羽化後は食事もできず、生殖のために自分を叩き売りする。すぐに滅んでしまいそうなはかない存在だが、実は３億年前から生きているゴキブリの同期。
ユスリカ
蚊柱をつくる。女子にはすさまじい規模のモテ期が来る。血は吸わない。
スズメガ
ギャル風の女子の姿で描かれる。白熱電球の出す紫外線に引き寄せられるため、紫外線を出さないLEDには興味がない。

### 人間
五木 小兼（いつき こがね）
消毒会社のエリート研究員。一流大学卒の美形だが、ゴキブリやシラミなど害虫をこよなく愛し、それ以外の事に全く興味を持たない変人。ゴキブリに対する溺愛ぶりは当のゴキブリからも異常視されるほど。
五木 卓也（いつき たくや）
小兼と同居している弟。学生。兄とは逆に、美男子ではないがまともな感覚の持ち主で、兄の異常な趣味に翻弄される。常識人であるため、可愛い彼女がいる。
藤岡（ふじおか）
小兼の同僚。研究に没頭し家庭を顧みなかったため、熟年離婚の危機にある。小兼が将来藤岡の二の舞になることは確実だが、小兼に明日は我身という意識は無い。

## 単行本
- 小谷真倫 『害虫女子コスモポリタン』 講談社 〈イブニングKC〉、既刊1巻
  1. 2011年11月22日発行 ISBN 978-4-06-352392-8 - 昆虫学者・五箇公一らによるコラム、五箇の研究室や害虫防除会社の研究所への取材を描いた描き下ろし漫画などを収録。

## 参考外部リンク
- 害虫女子コスモポリタン / 小谷真倫 - イブニング公式サイト - モアイ
- 害虫女子コスモポリタン - マンガ図書館Z